# Zinedine Ferhat
Zinedine Ferhat (Bordj Menaïel, 1 maart 1993) is een Algerijns voetballer die als middenvelder speelt. In 2016 verruilde hij USM Alger voor Le Havre.

## Clubcarrière
Sinds 2011 speelt Ferhat voor USM Alger waarmee hij in 2014 en 2016 landskampioen werd en in 2013 de beker van Algerije, de Algerijnse supercup en de UAFA Club Cup won. In 2016 ging hij voor het Franse Le Havre spelen dat uitkomt in de Ligue 2.

## Interlandcarrière
Met Algerije onder 20 nam hij deel aan de African Cup of Nations onder 20 in 2013 en werd verkozen in het team van het toernooi. Hij debuteerde op 25 maart 2013 voor het Algerijns voetbalelftal in een vriendschappelijke wedstrijd tegen Mauritanië. Door bondscoach Vahid Halilhodžić werd Ferhat op 12 mei 2014 opgenomen in de voorlopige selectie voor het wereldkampioenschap voetbal 2014. In juni 2016 werd hij door de Algerijnse voetbalbond voor onbepaalde tijd geschorst voor alle nationale teams omdat hij weigerde te spelen op de Olympische Zomerspelen 2016 vanwege zijn transfer naar Le Havre.